# Xã Liberty, Quận Hendricks, Indiana
Xã Liberty (tiếng Anh: Liberty Township) là một xã thuộc quận Hendricks, tiểu bang Indiana, Hoa Kỳ. Năm 2010, dân số của xã này là 5.772 người.